# Groupe de Mai
Die Groupe de Mai (Maigruppe) war eine französische Künstlervereinigung der Zwischenkriegszeit (1919–1934).
Hinweis:  Nach dem Zweiten Weltkrieg gab es in Paris die Künstlervereinigung Salon de mai und in Taiwan gab es ebenfalls nach dem Zweiten Weltkrieg die Fifth Moon Group, die auch als Group of May bekannt wurde.

## Geschichte
Nach dem Ersten Weltkrieg bildete eine Gruppe von Elsässer Künstlern eine neue Gruppe. Im Gegensatz zum Cercle de Saint-Léonard, der vor dem Ersten Weltkrieg existierte,  wollten sie nicht ihre Elsässer Identität betonen, sondern wollten als französische Künstler in Frankreich, und das hieß damals in Paris, anerkannt werden. Der Name kam durch die Ausstellungen, die sie von 1920 bis 1934 jeden Mai in Paris in der Galerie Bernheim-Jeune ausrichteten.

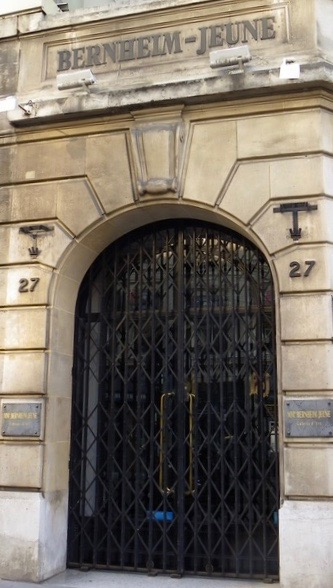
Galerie Bernheim-Jeune

Neben den Ausstellungen in Paris organisierten sie auch Ausstellungen in Straßburg, meist im Maison d’Art Alsacienne (Haus der elsässischen Kunst).

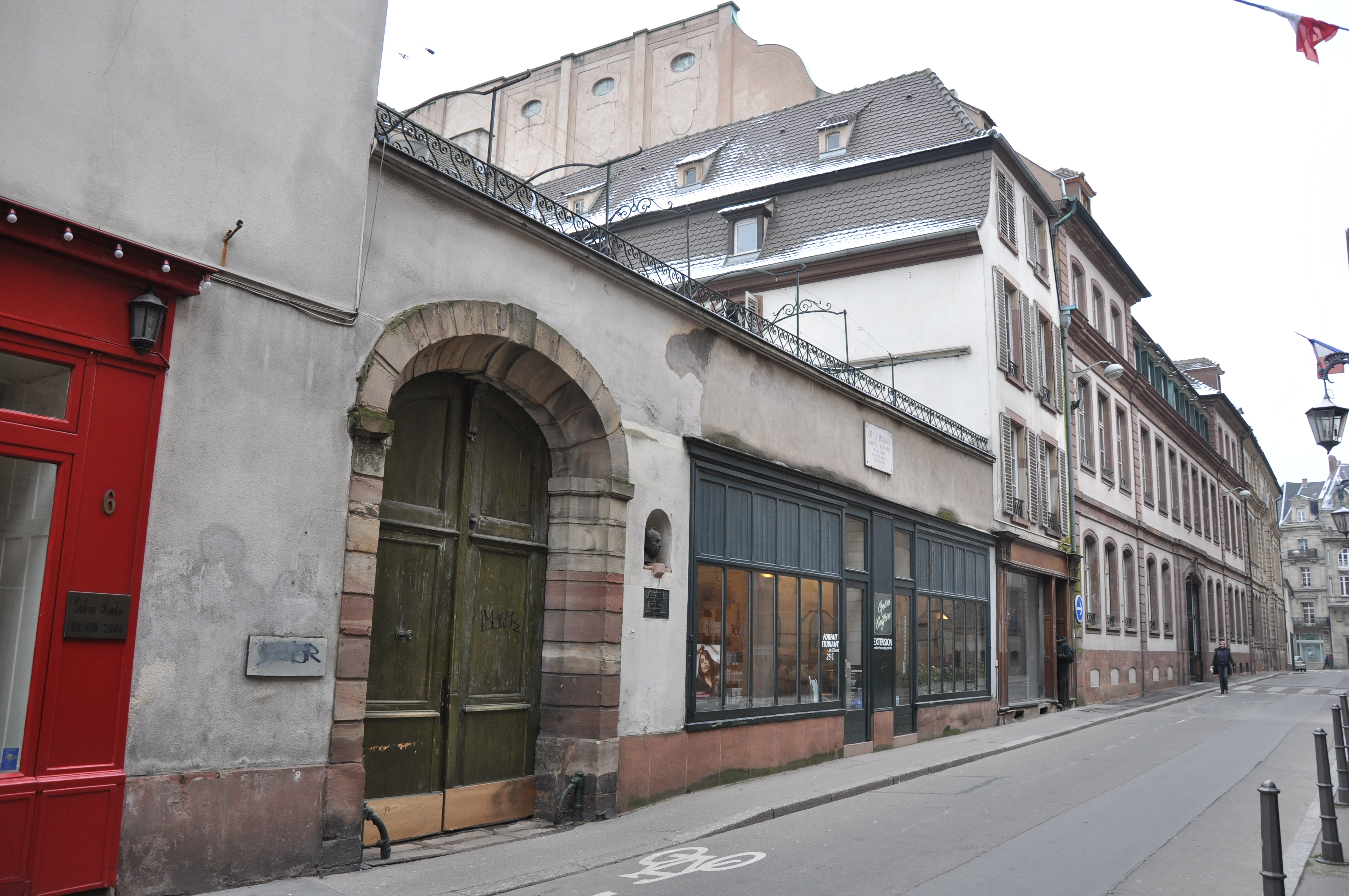
Maison d'Art Alsacienne Strasbourg

Zunächst umfasste die Gruppe neben Malern noch andere Künstler, z. B. Graveure, die die Gruppe bald wieder verließen. 1934 löste sich die Gruppe auf. Einzelne Künstler blieben noch nach dem Zweiten Weltkrieg aktiv und waren weiterhin erfolgreich.

### Mitglieder
Zehn Mitglieder bildeten den Kern der Gruppe: Jacques Gachot (1885–1954), Balthasar-Haug, eigentlich Hans Haug (1890–1965), Edouard Hirth (1885–1980), Martin Hubrecht (1892–1965), Luc Hueber (1888–1974), Louis-Philippe Kamm (1882–1959), Lisa Krugell (1893–1977), Charles Schenkbecher (1887–1942), Paul Welsch (1889–1954) und Simon Lévy (1886–1973), der zusammen mit Balthasar-Haug einer der Vorstände war.

### Malstile
Zunächst orientierten sich die meisten an den französischen Meistern wie dem Impressionisten Paul Cézanne. Der Jugendstil, den sie in ihrer Jugend im Elsass kennengelernt hatten, galt als „deutsch“ und veraltet. Der Stil war realistisch im Sinne Cézannes, sie kopierten nicht die Wirklichkeit, sondern arrangierten sie auf dem Bild, um einen bestimmten Eindruck zu erzeugen. Mehrere Mitglieder reisten in den Süden Frankreichs oder nach Nordafrika, um das „Licht des Südens“ zu studieren.

## Sonstiges
- 1993 veranstaltete das Maison d’Art alsacienne in Straßburg eine Ausstellung über die Groupe de Mai.[4]
- 2002 veranstaltete das Musée historique de Haguenau eine Ausstellung über die Groupe de Mai.[5]